# 輕柔流暢
輕柔流暢，是日本純種競賽馬匹。生涯活躍於中距離賽事，曾在2018年勝出百花盃及玫瑰錦標。

## 出賽前
2015年3月6日出生於北海道浦河町三嶋牧場，成長途中被馬主石川達繪購入，其後交由栗東訓練中心練馬師角居勝彥訓練。

## 競賽生涯

### 2歲
2017年12月16日出戰阪神競馬場2歲新馬戰，比賽初段保持於先頭位置下在直路一度取得領先，但在終點線前被全音階超越下以第二落敗。

### 3歲
2018年年初繼續出戰3歲未勝利戰，繼續採用先行戰術下在彎道處取得優勢，於直路上繼續保持速度，但最終仍然被對手超越取得第二。
3星期後再度挑戰3歲未勝利戰，本次比賽仍然以前置的方式展開，一直維持於約莫第二、三的位置下在直路瞬間加速衝刺，最終彈離後方對手下以3馬位優勢取得勝利。
3月17日隨即挑戰三級賽百花盃，雖然其僅勝出未勝利戰，但在賽前仍然取得第二人氣，比賽開始後，其迅速貼欄並保持在第五左右的位置展開推進，在彎道處開始尋找位置加速下成功透出。進入直路後，其繼續以過彎時的走勢展開不俗的衝刺，最終成功阻止東瀛降福的追擊取得首個分級賽。
贏得百花盃後避戰櫻花賞直走優駿牝馬（日本橡樹大賽），然而在直路上明顯未能繼續維持走勢，最終失速之下以第十三大敗。
其後由於練馬師角居勝彥因酒駕被停止練馬師職務，因而於7月6被轉移至同屬栗東訓練中心的中竹和也馬房。
入秋後，其選擇以玫瑰錦標作為起動戰，並改由騎師李慕華策騎。比賽開始後，其以優秀的反應搶佔位置，保持在領放馬豪華午宴後方第二的位置，在慢步速的情況下於第三、四彎道處主動上前取得領先。進入直路後，其受惠於慢步速的有利因素下，得以繼續在內欄位置展開優秀的加速力，最終成功抵擋了後方大海之女的攻勢，以1 1/4馬位優勢取得第二個個分級賽冠軍。
10月按照計劃前往秋華賞，本次比賽一反常態選擇在中團靠後位置展開推進，通過彎道時候逐步抽出外檔望空。進入直路後，其進入狀態開始蠶食前方賽駒，最終發揮優秀的末腳速度下僅敗於杏目及覓奇魔力取得季軍。
11月繼續挑戰女皇伊利沙伯二世盃，比賽初段處於前方推進下在對面直路稍為放緩速度進佔內欄有利位置，但在直路上未能展現最佳的衝勢下最終以第六落敗。

### 4歲
2019年年初，由於練馬師角居被暫停職務的處罰屆滿，其在1月7日其重新返回角居之馬房訓練。
返回角居馬房後於上半年以阪神牝馬錦標作為目標，但在其中僅跑獲第六的戰績，於其後的正賽維多利亞一哩賽更以包尾第十八大敗。
稍為休養後在秋季以府中牝馬錦標作為挑戰，然而完全未有加速反應下跑獲第七。
年末選擇以福島紀念作為目標，但表現未有進步下以第七完賽，賽後陣營更安排其退役，並在12月26日取消日本中央競馬會的賽駒註冊。

### 詳細賽績
| 日期       | 舉辦國家 | 馬場 | 距離   | 級別 | 賽事名稱           | 負重 | 騎師     | 馬號 | 出馬 | 名次 | 時間   | 頭馬（二馬）   |
| ---------- | -------- | ---- | ------ | ---- | ------------------ | ---- | -------- | ---- | ---- | ---- | ------ | -------------- |
| 16/12/2017 | 日本     | 阪神 | 草1600 |      | 2歲新馬            | 54   | 杜滿萊   | 6    | 13   | 2    | 1:36.6 | 全音階         |
| 7/1/2018   | 日本     | 京都 | 草1600 |      | 3歲未勝利          | 54   | 濱中俊   | 5    | 16   | 2    | 1:34.5 | Russet         |
| 27/1/2018  | 日本     | 京都 | 草1800 |      | 3歲未勝利          | 54   | 杜滿萊   | 4    | 13   | 1    | 1:50.1 | （Win Rutile） |
| 17/3/2018  | 日本     | 中山 | 草1800 | GII  | 百花盃             | 54   | 杜滿萊   | 10   | 13   | 1    | 1:49.2 | （東瀛降福）   |
| 20/5/2018  | 日本     | 東京 | 草2400 | GI   | 優駿牝馬           | 55   | 田邊裕信 | 5    | 17   | 13   | 2:25.9 | 杏目           |
| 16/9/2018  | 日本     | 阪神 | 草1800 | GII  | 玫瑰錦標           | 54   | 李慕華   | 13   | 15   | 1    | 1:45.7 | （大海之女）   |
| 14/10/2018 | 日本     | 阪神 | 草2000 | GI   | 秋華賞             | 55   | 武豐     | 2    | 17   | 3    | 1:58.9 | 杏目           |
| 11/11/2018 | 日本     | 京都 | 草2200 | GI   | 女皇伊利沙伯二世盃 | 54   | 杜滿樂   | 8    | 17   | 6    | 2:13.7 | 雍容白荷       |
| 6/4/2019   | 日本     | 阪神 | 草1600 | GII  | 阪神牝馬錦標       | 55   | 杜滿萊   | 6    | 14   | 6    | 1:33.7 | 覓奇魔力       |
| 12/5/2019  | 日本     | 東京 | 草1600 | GI   | 維多利亞一哩賽     | 55   | 杜滿萊   | 15   | 18   | 18   | 1:32.5 | 樸素無華       |
| 14/10/2019 | 日本     | 東京 | 草1800 | GII  | 府中牝馬錦標       | 54   | 松岡正海 | 3    | 15   | 10   | 1:45.5 | 橙紅色         |
| 10/11/2019 | 日本     | 福島 | 草2000 | GIII | 福島紀念           | 55   | 吉田隼人 | 11   | 16   | 7    | 2:00.1 | 越來越愛       |

## 退役後
退役後，輕柔流暢成為了繁殖雌馬，於北海道浦河町三嶋牧場休養，在2020年進行配種。首匹子嗣Jazz在2021年出生，可於2023年出賽。
2022年9月23日，其被發現死亡，享年7歲。

### 詳細繁殖資料
| 數目   | 馬名     | 出生年 | 性別 | 父系             | 練馬師         | 馬主     | 戰績                  |
| ------ | -------- | ------ | ---- | ---------------- | -------------- | -------- | --------------------- |
| 第一匹 | Jazz     | 2021   | 雄   | 統治地位         | 栗東・辻野泰之 | 石川達繪 | 10戰1冠1亞1季（現役） |
| 第二匹 | Musician | 2022   | 雄   | Bricks and Motor | 栗東・杉山晴紀 | 石川達繪 | 2戰1冠0亞0季（現役）  |
|        | （流產） |        |      | 神威啟示         |                |          |                       |

## 血統簡介
父系大震撼爲日本賽駒，爲日本賽馬史上第二匹無敗三冠馬，生涯出戰十四場賽事僅得兩場未能勝出，退役後配種成績亦極爲優秀。祖父週日寧靜是美國三冠賽雙軍馬，退役後在日本配種，在日本馬壇相當成功，贏得多項分級賽事，其子嗣贏得巨額獎金。
母系Chanrossa為愛爾蘭生產的英國賽駒，生涯僅得一勝。外祖父天文學家為英國賽駒，為2001年葉森打吡及英皇佐治六世及皇后伊利沙伯鑽石錦標冠軍，退役後亦成爲著名種馬。

### 血統表
| 父線：週日寧靜系（Halo系）        |                            |              |                 |
| 種馬 大震撼 2002年（棗色）        | 週日寧靜 1986年（棕色）    | Halo         | Hail to Reason  |
| 種馬 大震撼 2002年（棗色）        | 週日寧靜 1986年（棕色）    | Halo         | Cosmah          |
| 種馬 大震撼 2002年（棗色）        | 週日寧靜 1986年（棕色）    | Wishing Well | Understanding   |
| 種馬 大震撼 2002年（棗色）        | 週日寧靜 1986年（棕色）    | Wishing Well | Mountain Flower |
| 種馬 大震撼 2002年（棗色）        | 風中秀髮 1991年（棗色）    | Alzao        | 利法爾          |
| 種馬 大震撼 2002年（棗色）        | 風中秀髮 1991年（棗色）    | Alzao        | Lady Rebecca    |
| 種馬 大震撼 2002年（棗色）        | 風中秀髮 1991年（棗色）    | Burghclere   | Busted          |
| 種馬 大震撼 2002年（棗色）        | 風中秀髮 1991年（棗色）    | Burghclere   | Highclere       |
| 繁殖雌馬 Chanrossa 2006年（棗色） | 天文學家 1998年（棗色）    | 鞍匠井       | 北地舞人        |
| 繁殖雌馬 Chanrossa 2006年（棗色） | 天文學家 1998年（棗色）    | 鞍匠井       | Fariy Bridge    |
| 繁殖雌馬 Chanrossa 2006年（棗色） | 天文學家 1998年（棗色）    | 海都市       | Miswaki         |
| 繁殖雌馬 Chanrossa 2006年（棗色） | 天文學家 1998年（棗色）    | 海都市       | Allegretta      |
| 繁殖雌馬 Chanrossa 2006年（棗色） | Palacoona 1994年（深棗色） | 最後大官     | Try My Best     |
| 繁殖雌馬 Chanrossa 2006年（棗色） | Palacoona 1994年（深棗色） | 最後大官     | Mill Princess   |
| 繁殖雌馬 Chanrossa 2006年（棗色） | Palacoona 1994年（深棗色） | Palavera     | Bikala          |
| 繁殖雌馬 Chanrossa 2006年（棗色） | Palacoona 1994年（深棗色） | Palavera     | Paulistana      |
| 雌系：號族：4-r                   |                            |              |                 |
| 五代內近親交配：北地舞人 5×4×5    |                            |              |                 |

## 命名由來
名字Cantabile（カンタービレ）為音樂用語，意思是「輕柔流暢」，香港直接以此作為翻譯。

## 外部連結
- 輕柔流暢 netkeiba.com
- 血統表